# Mona Lisa (actriz)
Gloria Lerma Yatco (22 de junio de 1922-25 de agosto de 2019), más conocida por su nombre artístico Mona Lisa, fue una actriz de cine de Filipinas. Quién fue conocida por el nombre artístico Fleur de Lis antes y durante la Segunda Guerra Mundial, fue una de las actrices filipinas de renombre de finales de la década de 1930 y 1940.

## Carrera
Formó pareja con Ely Ramos en la película de LVN Pictures Giliw Ko, junto con la primera actriz principal de LVN Mila del Sol y Fernando Poe, dirigida por Carlos Vander Tolosa, en la que pasó a la historia por ser la primera actriz en aparecer en una película filipina en traje de baño.
Después de la Segunda Guerra Mundial, volvió a la palestra como Mona Lisa, encabezando el reparto con Teddy Benavidez en Kalbario ng Isang Ina (1946) y Siyudad sa Ilalim ng Lupa (1949) frente a Fernando Royo.
Mona Lisa formó pareja con algunos de los mejores actores filipinos de los años 40 como Ricardo Brillantes en Batang Lansangan, Pag-ibig at Patalim (1948) frente a Teddy Benavidez y Hanggang Langit (1947) con el actor filipino conocido como "El Gran Perfil" Leopoldo Salcedo.
A mediados de la década de 1940, Mona Lisa formó pareja en varias ocasiones con el actor de acción/drama Fernando Poe en películas como Intramuros (1946), The 13th Sultan y Sagur, ambas en 1949.
Antes de que la guerra llegara a Manila, Mona Lisa formó pareja con el famoso actor de los años 40 Serafín García en la película Tinangay ng Apoy de 1940 y segunda protagonista, sólo por detrás de la nueva sirena de la pantalla filipina de principios de los años 40 Paraluman frente a Fernando Poe.
Mona Lisa interpretó a una civil conmocionada por la guerra en Ulila ng Bataan de 1952 junto a la chica maravilla de Sampaguita Pictures Tessie Agana y Buhay Alamang (Paglukso'y Patay), junto al actor sampaguita Fred Montilla combinado con la primera actriz Anita Linda también en 1952.
Reanudó su carrera cinematográfica en 1970, tras una ausencia de casi dos décadas, y se mantuvo activa en la industria, donde obtuvo un premio a la mejor actriz de reparto por Insiang, y otro premio a la mejor actriz de reparto en el Festival de Cine de Metro Manila en 1977, de forma consecutiva, en el que interpretó a la madre hambrienta de sexo de Insiang, interpretada por Hilda Koronel.
Algunas de sus películas de mediados a finales de los 70 fueron como actriz de reparto de actores principales como Rio Locsin en Risa Jones: Showgirl! (1979), Atsay (1978) juntó con Nora Aunor, Pagputi ng Uwak, Pag-itim ng Tagak (1978) juntó con Vilma Santos y Bembol Rocco, Mananayaw (1978)juntó con Chanda Romero y Phillip Salvador, Hindi Kami Damong Ligaw (1976) juntó con Charito Solis, y Itim (1977) con un prometedor talento y estrella en ascenso Charo Santos.
Su última película Mother Ignacia se estrenó en 1998, en la que interpreta a una monja en una iglesia católica.

## Muerte
Lisa murió mientras dormía el 25 de agosto de 2019 en su casa en Manila, tres años después de que le diagnosticaran la enfermedad de Alzheimer, a la edad de 97 años.

## Premios
- En 1983, fue nominada como Mejor Actriz en 1983 por Caín en Abel
- En 1999, ganó el premio Gawad Urian a la Trayectoria.
- En 2005, fue galardonada con el premio Gawad Lino Brocka a la Trayectoria.

## Filmografía seleccionada
| - Bago lumubog ang araw (1930) - Ang pagbabalik (1937) - Walang pangalan (1938) - Mga sugat ng puso (1938) - Makiling (1938) - Dasalang perlas (1938) - Bukang liwayway (1938) - Bahay kubo (1938) - Ang magmamani (1938) - Giliw ko (1939) - Dilim at liwanag (1940) - Tinañgay na Apoy (1940) - Datu-talim (1940) - Paraluman (1941) - Luksang bituin (1941) - Puting dambana (1941) - Palaris (1941) - Bayani ng buhay (1941) - Ang viuda alegre (1941) - Princesa Urduja (1942) - Intramuros: The Rape of a City (1946) - Kalbario ng Isang Ina (1946) - Barong-barong (1946) - Bisig ng batas (1947) - Hanggang langit (1947) - Maria Kapra (1947) - Batang lansangan (1948) - Matimtiman (1948) - Pag-ibig at Patalim (1948) - Sunset Over Corregidor (1948) - Outrages of the Orient (1948) - Krus ng digma (1948) - Forbidden Women (1948) - Princess Apamena - Siyudad sa ilalim ng lupa (1949) - Sagur (1949) - The 13th Sultan (1949) - Naglahong tala (1949) - Sundalong talahib (1950) - Dugo ng Bataan (1951) - Buhay alamang (1952) | - Ulila ng Bataan (1952) - Blood of Bataan (1953) - Lolita Zalasar - Romantika (1970) - Romantiko (1970) - La Paloma: Ang kalapating ligaw (1974) - Soledad - Isang gabi... Tatlong babae! (1974) - Mga uhaw na bulaklak (1975) - Araw-araw, gabi-gabi (1975) - Hindi kami damong ligaw (1976) - Uhaw na Bulaklak, Part II (1976) - Insiang (1976) - Tonya - Itim (1976) - Aling Pining - Electrika kasi, eh! (1977) - Mananayaw (1978) - Pagputi ng uwak... Pag-itim ng tagak (1978) - Diding - Atsay (1978) - Lola - Sino'ng pipigil sa pagpatak ng ulan? (1979) - Risa Jones; Showgirl (1979) - Tanikala (1980) - Alfredo Sebastian (1981) - Oro, Plata, Mata (1982) - Lola Desta - Cain and Abel (1982) - Senora Pina - Hulihin ang ... mandurugas (1983) - Minsan pa nating hagkan ang nakaraan (1983) - Tia Salud - Soltero (1984) - This Is My Country (1984) - Ina ni Turing - Napakasakit, kuya Eddie (1986) - Paano kung wala ka na? (1987) - Mrs. Ledesma - 1 + 1 = 12 + 1 (1987) - Barbi: Maid in the Philippines (1989) - Babangon ako't dudurugin kita (1989) - Umiyak pati langit (1991) - Huwag mong salingin ang sugat ko (1991) - Chop-Chop Lady: The Elsa Castillo Story (1994) - Pagsubok sa hirap at ginhawa (1996) - Mother Ignacia - Ang uliran (1998) - Mother Ignacia (mayor de edad) - GMA Telesine: Pariwara (2001) - Kiskisan (2003) - Bining - Camiling Story (2005) - Jenny (último papel cinematográfico) |